# La Destrousse
La Destrousse település Franciaországban, Bouches-du-Rhône megyében. Lakosainak száma 4023 fő (2022. január 1.). La Destrousse Auriol, La Bouilladisse, Peypin és Roquevaire községekkel határos.

## Népesség
A település népességének változása:
| Lakosok száma | 854  | 1755 | 2270 | 2705 | 3101 | 3381 | 3503 | 3768 | 3803 | 4023 |
|               | 1968 | 1982 | 1990 | 2006 | 2013 | 2015 | 2017 | 2019 | 2020 | 2022 |